# 十二所神社 (木更津市)

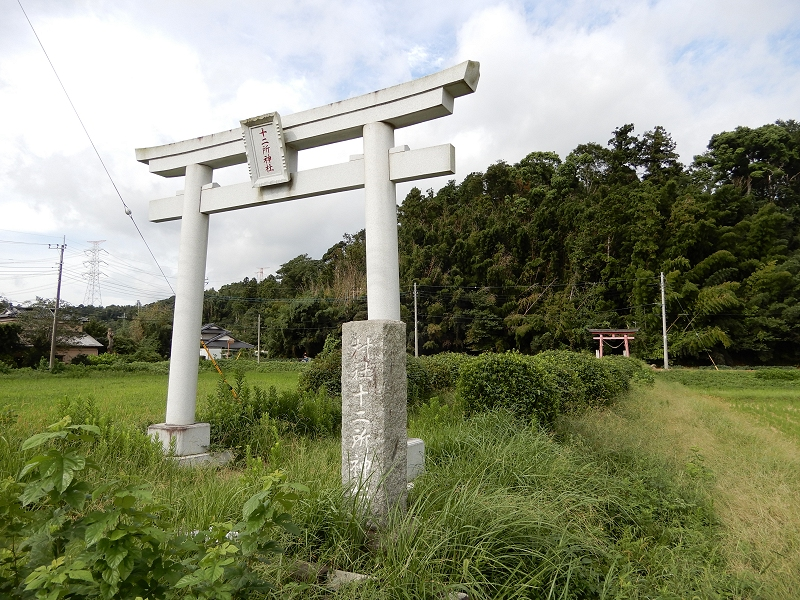
十二所神社

十二所神社（じゅうにしょじんじゃ）は、千葉県木更津市下郡にある神社。旧社格は村社。

## 概要
県道145号長浦上総線沿いに位置する。辻というバス停の近くで、小櫃川が蛇行して流れているあたりである。
この地域には、壬申の乱に破れて落ち延びてきた大友皇子に関する伝承が数多く存在するが、下郡には后の耳面刀自が住んでいたと言われ、おはぐろ山、おはぐろ井戸と称するものがある。
やがて大海人皇子の追手が迫り、大友皇子の御所が炎上したのを知った后と12人の女官はこの地で自害した。十二所神社はその後地元住民に寄って創建され、耳面刀自と12人の女官を祀っている。

## アクセス
木更津駅から草敷回転場行き日東交通バス、辻下車。